# Sophie Letourneur

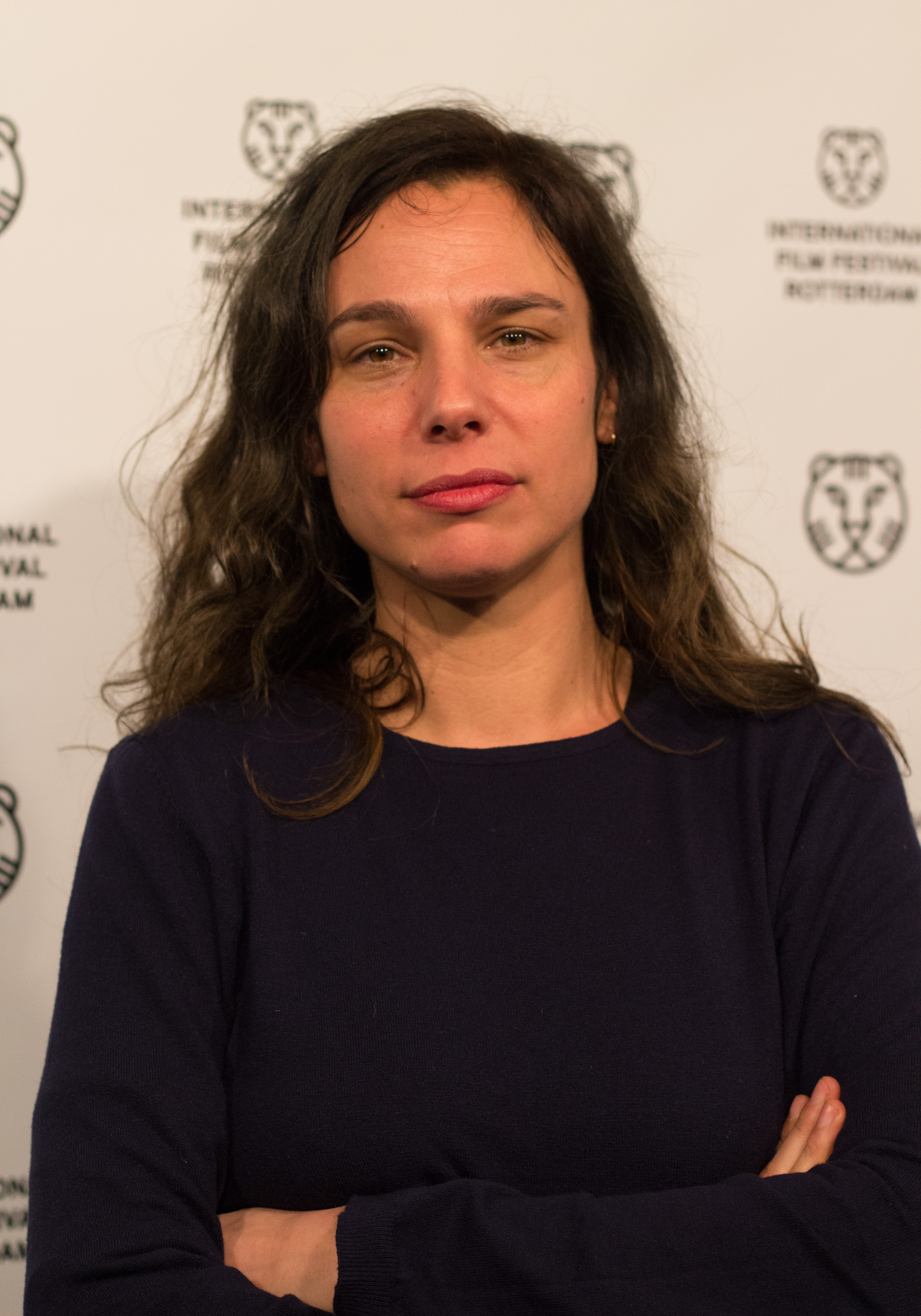
Sophie Letourneur 2020

Sophie Letourneur (* 1978) ist eine französische Filmregisseurin und Drehbuchautorin.

## Leben
Letourneur studierte Angewandte Kunst an der École Duperré in Paris und beschäftigte sich dort vor allem mit der Fotografie. Anschließend begann sie ein Studium der dekorativen Kunst an der Pariser École nationale supérieure des arts décoratifs (ENSAD), das sie im Bereich Film und Video abschloss. Während ihres Studiums an der ENSAD entstanden drei Studienfilme, die Fotografien und Texte vermischten. Zudem drehte sie Videos und experimentelle Dokumentarfilme, darunter den Amateurfilm Le voltigeur (2004). Sie entwickelte dabei eine Technik, in der Aufnahmen von Unterhaltungen bearbeitet und neu geschnitten wurden. Letourneurs Filme basieren auf dieser Technik, bei der der Spielfilmcharakter permanent infrage gestellt wird und Spielfilmsequenzen übersteigert dokumentarisch wirken können, was Letourneur als „ultra-réalisme“ bezeichnet.
Ihr erster professioneller Kurzfilm war La tête dans le vide, der 2004 erschien und in dem Letourneur eine der drei Rollen übernahm. Pseudoautobiografisch versucht darin Guillemette, gespielt von Laiendarstellerin Guillemette Coutellier, sich über den Fortgang ihrer Beziehung zu Grégory klarzuwerden. Auf dem Festival Premiers plans d’Angers gewann der Kurzfilm 2005 den Publikumspreis. Weitere Kurzfilme Letourneurs beschäftigten sich mit der Kindheit (Freundinnen, 2005) und dem Eintritt ins Erwachsenenalter (16 im Sommer, 2006). In der Regel besetzte sie Laiendarsteller in ihren Filmen.
Im Jahr 2009 erschien Letourneurs erster Langfilm La vie au ranch um eine Gruppe von Studentinnen in Paris. Auf dem Festival international du film Entrevues Belfort gewann der Film den Grand Prix als bester französischer Film und wurde mit dem Publikumspreis ausgezeichnet. Letourneurs nächster Spielfilm Les coquillettes, in dem Regisseurin Sophie (Sophie Letourneur) ihre Freunde Carole (gespielt von Carole Le Page) und Camille (Camille Genaud) zum Locarno Film Festival mitnimmt, wurde ein Flop. Im folgenden Filmdrama Gaby Baby Doll besetzte sie Lolita Chammah in der Hauptrolle, in Nebenrollen waren Benjamin Biolay und Félix Moati zu sehen.
Im Jahr 2019 erschien Letourneurs vierter Langfilm Einfach enorm mit Marina Foïs und Jonathan Cohen in den Hauptrollen. Der Film um eine heimlich vonseiten des Ehemanns (Cohen) geplante Schwangerschaft und deren Höhen und Tiefen gewann 2020 den Prix Jean Vigo als bester Langfilm. Jonathan Cohen war zudem bei den Prix Lumières 2021 für den Preis als Bester Darsteller nominiert.
Gelegentlich ist Sophie Letourneur auch als Schauspielerin aktiv, so in Sorry Angel von Christophe Honoré, der 2018 erschien.

## Filmografie
- 2004: La tête dans le vide (Kurzfilm)
- 2005: Freundinnen (Manue bolonaise) (Kurzfilm)
- 2006: 16 im Sommer (Roc et canyon) (Dokumentarfilm)
- 2008: 29, bald 45 (29 ans bientôt 45) (Kurzfilm)
- 2009: La vie au ranch
- 2011: Der himmlische Bretone (Le marin masqué) (Kurzfilm)
- 2012: Les coquillettes
- 2014: Gaby Baby Doll
- 2019: Einfach enorm (Énorme)
- 2023: Weißt du noch in Sizilien? (Voyages en Italie)

## Auszeichnungen (Auswahl)
- 2005: Publikumspreis des Festival Premiers Plans d’Angers für La tête dans le vide
- 2007: Spezialpreis der Jury, Festival de Vendôme, für 16 im Sommer
- 2009: Publikumspreis und Grand Prix für den besten französischen Film, Entrevues Belfort film festivals, für La vie au ranch
- 2020: Prix Jean Vigo für Einfach enorm
- 2020: Nominierung Big Screen Award, International Film Festival Rotterdam, für Einfach enorm